# Nigeria Airways
Nigeria Airways — ныне упразднённая нигерийская авиакомпания, существовавшая с 1958 по 2003 год

## История
авиакомпания была основана в 1958 году и имела название West African Airways Corporation.
Авиакомпанией иногда управляли иностранные авиакомпании такие как British Airways, KLM. 
Через несколько месяцев авиакомпания сменила название с West African Airways Corporation на  Nigeria Airways.
Через два года, в апреле 1960 года флот насчитывал один самолёт de Havilland Dove, 8 самолётов de Havilland Heron и 8 самолётов Douglas DC-3.

## Флот
| Воздушное судно    | Флот |  | Примечания |
| ------------------ | ---- |  | ---------- |
| De Havilland Dove  | 1    |  |            |
| De Havilland Heron | 8    |  |            |
| Douglas DC-3       | 8    |  |            |

| Bristol Type 175 Britannia | н/д                    | Примечания                        |  |
| -------------------------- | ---------------------- | --------------------------------- |  |
| Fokker F27 Friendship      | н/д                    |                                   |  |
| Fokker F28 Fellowship      | н/д                    | Один столкнулся в земле с МиГ-21У |  |
| Vickers Viscount           | н/д                    |                                   |  |
| Boeing 727                 | н/д                    | Примечания                        |  |
| BAC 1-11                   | н/д                    |                                   |  |
|                            |                        |                                   |  |
|                            |                        |                                   |  |
| Vickers VC10               | Один разбился в Лагосе |                                   |  |
| De Havilland Comet         |                        |                                   |  |
| Boeing 767                 |                        |                                   |  |
| Piper PA-23                |                        |                                   |  |
| boeing 707                 | н/д                    | Один разбился в Кано              |  |
| Douglas C-47 Skytrain      | н/д                    |                                   |  |
| Boeing 377 Stratocruiser   | н/д                    |                                   |  |
| Douglas DC-8               | н/д                    | Один разбился в Джидде            |  |

## Авиакатастрофы и происшествия
По данным портала Aviation Safety Network за годы работы с самолётами авиакомпании произошло 16 авиационных происшествий, 8 из которых привели к гибели людей[ 85 ]. Самая серьёзная катастрофа авиакомпании, произошла 11 июля 1991 года в Международном аэропорту имени короля Абдул-Азиза в Джидде, из-за чего погиб 261 человек. Ниже приведён список авиапроисшествий, повлекших гибель люде и/или списание самолёта:

### Комментарии
1. ↑  Существуют разногласия относительно даты происшествия, поскольку существует информация, что оно произошло не 25 апреля, а 15 мая[9][10].
2. ↑  Существуют разногласия относительно даты происшествия, поскольку существует информация, что оно произошло не 19, а 20 или 21 декабря[22][23][24][25].